# Mihailo Petrović (futebolista)
Mihailo Petrović - em sérvio cirílico, Mихaилo Пeтpoвић (Loznica, 18 de outubro de 1957) é um ex-futebolista profissional e treinador de futebol servo-austríaco que foi meio-campista. Atualmente, treina o Consadole Sapporo.

## Carreira de jogador
Entre 1974 e 1993, defendeu Rad Belgrado, Estrela Vermelha, Olimpija Ljubljana, Dínamo de Zagreb e Sturm Graz, onde encerrou a carreira aos 35 anos.
Pela Seleção Iugoslava, jogou apenas uma vez, em 1980.

## Carreira de treinador
Petrović iniciou a carreira de técnico em 1993, comandando o SV Pöllau, clube das divisões amadoras da Áustria, em 1993. Treinou ainda o time reserva do Sturm Graz, Primorje Ajdovščina, NK Domžale, Olimpija Ljubljana e Sturm Graz (elenco principal). Em 2006, inicia sua trajetória no futebol japonês, exercendo a função no Sanfrecce Hiroshima, no Urawa Red Diamonds e desde 2018, treina o Consadole Sapporo. No mesmo ano, foi eleito o treinador do ano na J-League.

## Titulos

### Como jogador
- Estrela Vermelha
- Campeonato Iugoslavo: 1 (1979–80)

### Como treinador
Olimpija Ljubljana
- Copa da Eslovênia: 1 (2002–03)

Sanfrecce Hiroshima
- Supercopa Japonesa: 1 (2008)
- J2 League: 1 (2008)

Urawa Red Diamonds
- Copa da Liga Japonesa: 2016

### Individuais
- Treinador do Ano da J. League: 2018